# Dominic Jala
Dominic Jala SDB (Mawlai, Meghalaya, Índia, 12 de julho de 1951 - Condado de Colusa, Califórnia, EUA, 10 de outubro de 2019) foi um religioso indiano e arcebispo católico romano de Shillong.
Domingos Jala ingressou na Ordem Salesiana de Dom Bosco e recebeu o sacramento da ordenação sacerdotal em 19 de novembro de 1977, após sua formação teológica. Ele era Provincial de sua ordem na Província de Guwahati.
Em 22 de dezembro de 1999, o Papa João Paulo II o nomeou Arcebispo de Shillong. O Arcebispo de Guwahati, Thomas Menamparampil SDB, o consagrou bispo em 2 de abril de 2000; Os co-consagradores foram o arcebispo de Imphal, Joseph Mittathany e o bispo de Tura, George Mamalassery.
Em 15 de outubro de 2016, também foi nomeado Administrador Apostólico de Nongstoin durante o período de vacância.
Dominic Jala foi Presidente da Comissão de Liturgia da Conferência Episcopal Indiana CCBI de 2003 a 2007 e desde 2015 e membro da Comissão Internacional de Inglês na Liturgia (ICEL). Em 28 de outubro de 2016, o Papa Francisco o nomeou membro da Congregação para o Culto Divino e a Disciplina dos Sacramentos.
Ele morreu como resultado de um acidente de carro.